# Prix Kyōka-Izumi

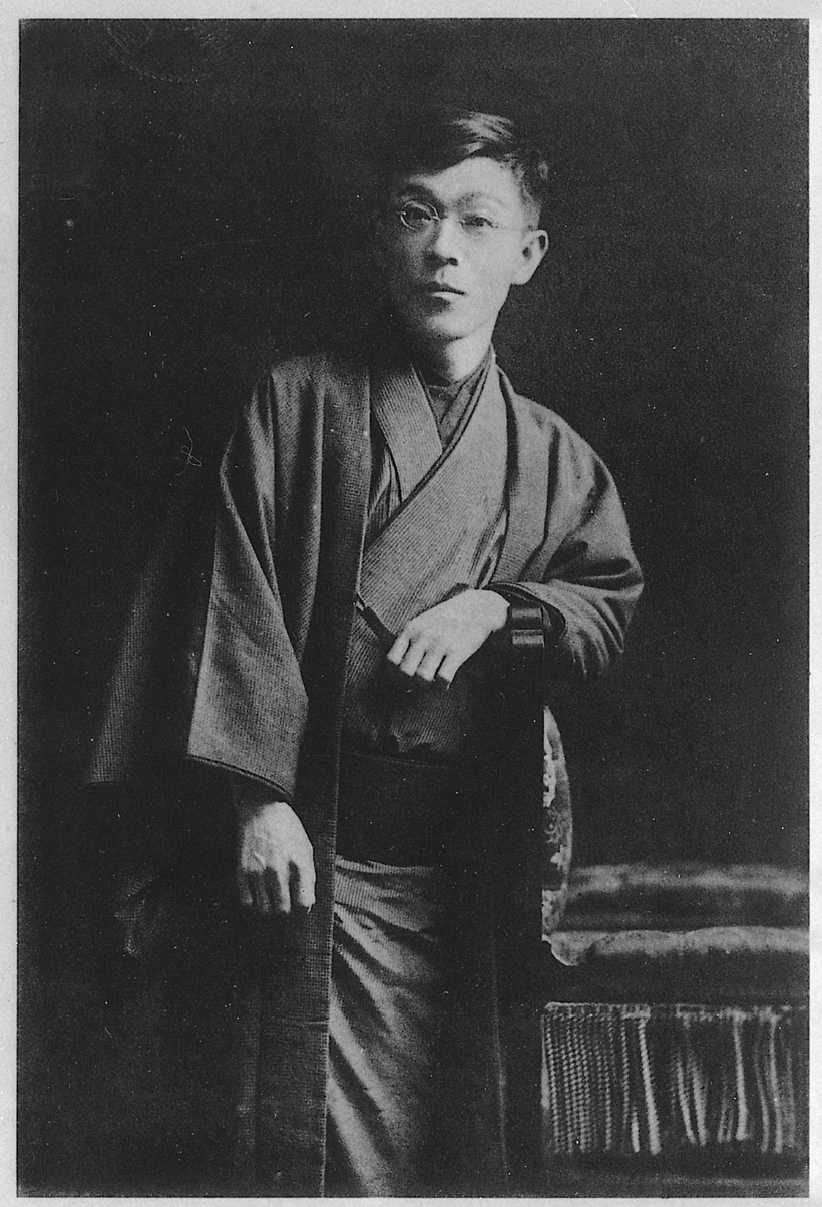
Portait de Kyoka Izumi

Le prix Kyōka-Izumi de littérature (泉鏡花文学賞, Izumi Kyouka Bungaku Shou) plus couramment appelé Prix Izumi en français, est un prix littéraire japonais créé en 1973 pour célébrer le centième anniversaire de la naissance de l'écrivain Kyōka Izumi. La ville de Kanazawa, préfecture d'Ishikawa, où est né Izumi, organise ce prix.

## Liste des auteurs primés
| Année | Lauréat(s) | Traduction française      |
| ----- | --- | ------------------------- |
| 1973  | Ryō Hanmura, Musubi no Yama Hiroku (産霊山秘録) | -                         |
| 1973  | Toshio Moriuchi, Tobu Kage (翔ぶ影) | -                         |
| 1974  | Hideo Nakai, Akumu no Karuta (悪夢の骨牌) | -                         |
| 1975  | Mari Mori, Amai Mitsu no Heya (甘い蜜の部屋) | -                         |
| 1976  | Takako Takahashi, Yuuwakusha (誘惑者) | -                         |
| 1977  | Takehiro Irokawa, Ayashii Raikyakubo (怪しい来客簿) | -                         |
| 1977  | Yūko Tsushima, Kusa no Fushido (草の臥所) | -                         |
| 1978  | Jūrō Kara, Hitode, Kappa (海星・河童（ひとで・かっぱ）) | -                         |
| 1979  | Taku Mayumura, Shoumetsu no Kourin (消滅の光輪) | -                         |
| 1979  | Mieko Kanai, Platon-teki ren'ai (プラトン的恋愛) | -                         |
| 1980  | Kunio Shimizu, Waga Tamashii wa Kagayaku Mizu Nari (わが魂は輝く水なり)                                                                                       | -                         |
| 1980  | Makiko Mori, Yukionna (雪女) | -                         |
| 1981  | Tatsuhiko Shibusawa, Karakusa monogatari (唐草物語) | -                         |
| 1981  | Yasutaka Tsutsui, Kyojin-tachi(虚人たち) | -                         |
| 1982  | Keizō Hino, Houyou (抱擁) | -                         |
| 1983  | Kazuko Saegusa, Onidomo no yoru wa fukai (鬼どもの夜は深い)                                                                                                   | -                         |
| 1983  | Haku Kohiyama, Hikaru onna (光る女) | -                         |
| 1984  | Baku Akae, Kaikyou (海峡) et Yakumo ga koroshita (八雲が殺した)                                                                                               | -                         |
| 1985  | Shunzou Miyawaki, Satsui no fuukei (殺意の風景) | -                         |
| 1986  | Mizuko Masuda, Single seru (シングル・セル) | -                         |
| 1987  | Yumiko Kurahashi, Amanon koku ôkanki (アマノン国往還記) | -                         |
| 1987  | Hideo Asaine, Shûji no hôrô (シュージの放浪) | -                         |
| 1988  | Tsumao Awasaka, Oriduru (折鶴) | -                         |
| 1988  | Banana Yoshimoto, Muunraito Shadou (Moonlight Shadow, ムーンライト・シャドウ)                                                                                 | -                         |
| 1989  | Taka Isawa, Nowaki sakaba (野分酒場) | -                         |
| 1989  | Aiko Kitahara, Fukagawa Mio-doori kidoban-goya (深川澪通り木戸番小屋)                                                                                         | -                         |
| 1990  | Jōkichi Hikage, Doro kisha (泥汽車) | -                         |
| 1991  | Enjeru Ui, Odorou, Maya (踊ろう・マヤ) | -                         |
| 1992  | Megumu Sagisawa, Kakeru shounen (駆ける少年) | -                         |
| 1992  | Masahiko Shimada (JA), Higan sensei (彼岸先生) | -                         |
| 1993  | Yoshimoto Michiko, Mofuku no ko (喪服の子) | -                         |
| 1994  | non décerné | -                         |
| 1995  | Akira Tsuji, Yume no hōi (夢の方位) | -                         |
| 1996  | Yū Miri, Full House (フルハウス, Furu hausu) | Jeux de famille, Picquier |
| 1996  | Eimi Yamada, Animal logic (アニマル・ ロジック, Animaru rojikku)                                                                                              | -                         |
| 1997  | Tomomi Muramatsu, Kamakura no obasan (鎌倉のおばさん) | -                         |
| 1997  | Natsuhiko Kyōgoku, Warau Iemon (嗤う伊右衛門) | -                         |
| 1998  | Tanabe Seiko, Dōton-bori no ame ni wakarete irai nari - Senryū sakka Kishimoto Suifu to sono jidai (道頓堀の雨に別れて以来なり──川柳作家・岸本水府とその時代) | -                         |
| 1999  | Tomoko Yoshida, Hako no otto (箱の夫) | -                         |
| 1999  | Suehiro Tanemura, Tanemura Suehiro no neo rabirintosu "Gensō no erosu" (種村季弘のネオ・ラビリントス「幻想のエロス」).                                        | -                         |
| 2000  | Yōko Tawada, Hinagiku no ocha no baai (ヒナギクのお茶の場合)                                                                                                  | -                         |
| 2001  | Teruhiko Kuze, Shōshōkan nichiroku (蕭々館日録) | -                         |
| 2001  | Yoriko Shono, Yūkai morimusume ibun (幽界森娘異聞) | -                         |
| 2002  | Akiyuki Nosaka, Bundan oyobi sore ni itaru bungyō (文壇 およびそれに至る文業)                                                                                 | -                         |
| 2003  | Saiichi Maruya, Kagayaku hi no miya (輝く日の宮) | -                         |
| 2003  | Kirino Natsuo, Gurotesuku (グロテスク) | Grotesque, Seuil          |
| 2004  | Yōko Ogawa, Burafuman no maisou (ブラフマンの埋葬) | -                         |
| 2005  | Michiko Ryō, Rakuen no tori - Karukatta gensōkyoku (楽園の鳥–カルカッタ幻想曲–)                                                                               | -                         |
| 2006  | Kōzaburō Arashiyama, Akutō Bashō (悪党芭蕉) | -                         |
| 2007  | Ōtaka Fujio, Kyōka koiuta (鏡花恋唄) | -                         |
| 2007  | Prix spécial : Wahei Tatematsu, Dōgen Zenji (道元禅師) | -                         |
| 2008  | Keishi Nagi, Kusa suberi (草すべり) | -                         |
| 2008  | Tadanori Yokoo, Buruu rando (Blueland) (ぶるうらんど) | -                         |
| 2009  | Chihaya Akane, Iogami (魚神) | -                         |
| 2010  | Masahiro Shinoda, Kawaramono no susume, shie to shura no kioku (河原者ノススメ―死穢と修羅の記憶)                                                              | -                         |
| 2001  | Setouchi Jakuchō, Fūkei (風景) | -                         |
| 2001  | Baku Yumemakura Ōedo chōkakuden (大江戸釣客伝) | -                         |
| 2012  | Mitsuyo Kakuta, Kanata no ko (かなたの子) | -                         |
| 2013  | Ken’ichirō Isozaki, Ōko raikon (往古来今) | -                         |
| 2014  | Kyōko Nakajima, Tsuma ga shiitake datta koro (妻が椎茸だったころ)                                                                                             | -                         |
| 2014  | Masayo Koike, Tamamono (たまもの) | -                         |
| 2015  | Mayumi Nagano, Meido ari (冥途あり) | -                         |
| 2015  | Katsuyuki Shinohara, Koppuu (骨風) | -                         |
| 2016  | Hiromi Kawakami, Ōkina tori ni sarawarenai you (大きな鳥にさらわれないよう)                                                                                   | -                         |
| 2017  | Rieko Matsuura, Saiai no kodomo (最愛の子ども) | -                         |
| 2018  | Yûko Yamao (JA), Tobu kujaku (飛ぶ孔雀) | -                         |
| 2019  | Shin'ya Tanaka, Hiyoko taiyō (ひよこ太陽) | -                         |
| 2020  | Nobuko Takagi, Shōsetsu Ise monogatari Narihira (小説伊勢物語業平)                                                                                            | -                         |
| 2021  | Kiyoko Murata, Ane no shima (姉の島) | -                         |
| 2022  | Fumiko Ōhama (JA), Hidamari no hate (陽だまりの果て) | -                         |
| 2023  | Kaoru Kitamura, Mizu, hon no shōsetsu (水 本の小説) | -                         |
| 2023  | Aki Asahina (JA), Anata no moeru hidarite de (あなたの燃える左手で)                                                                                           | -                         |

## Comité de sélection
- Hiroyuki Itsuki
- Murata Kiyoko
- Tomomi Muramatsu
- Mieko Kanai
- Arashiyama Kōzaburō